# Кухня великопольська

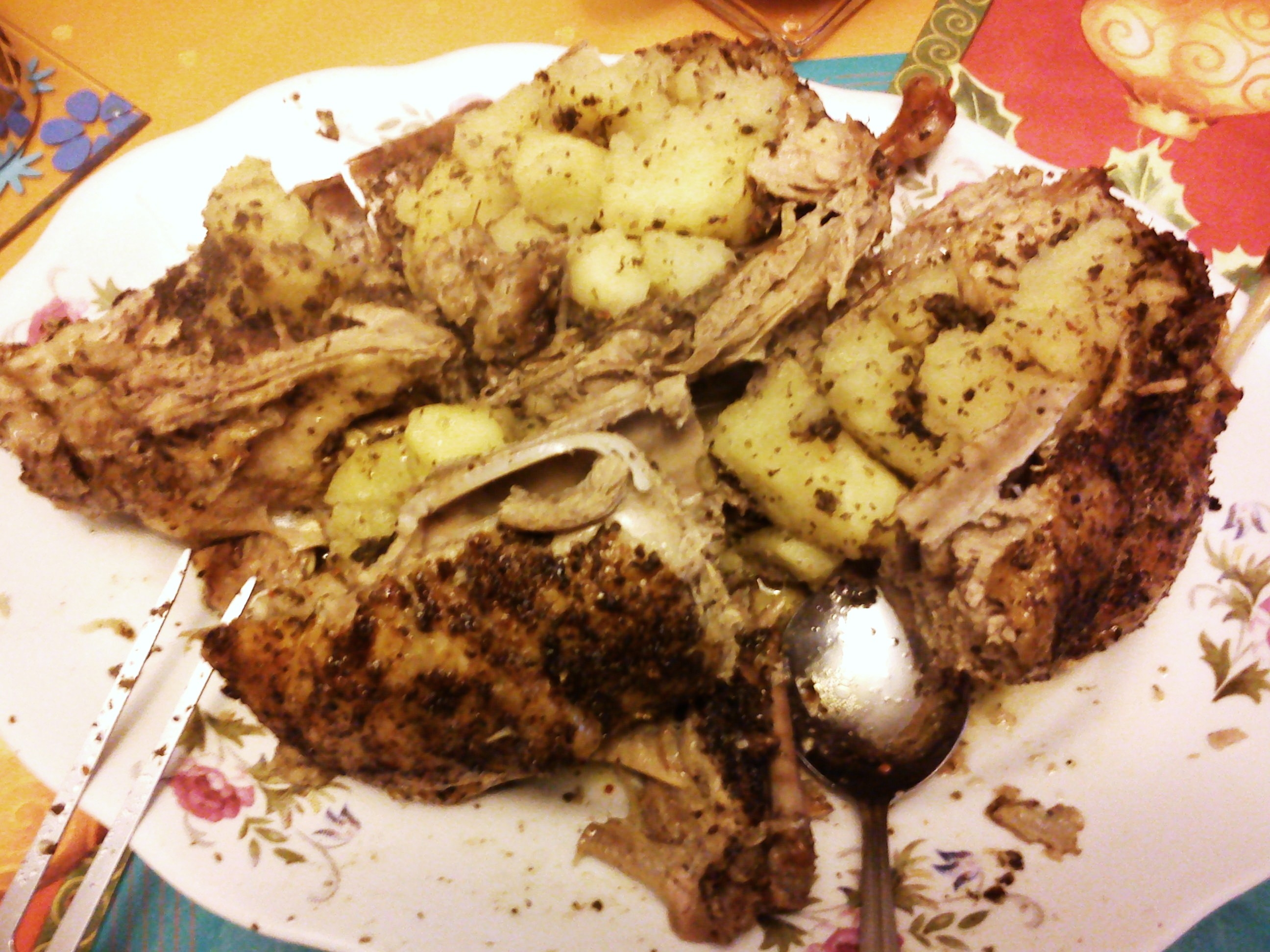
Нарізана качка з яблуками

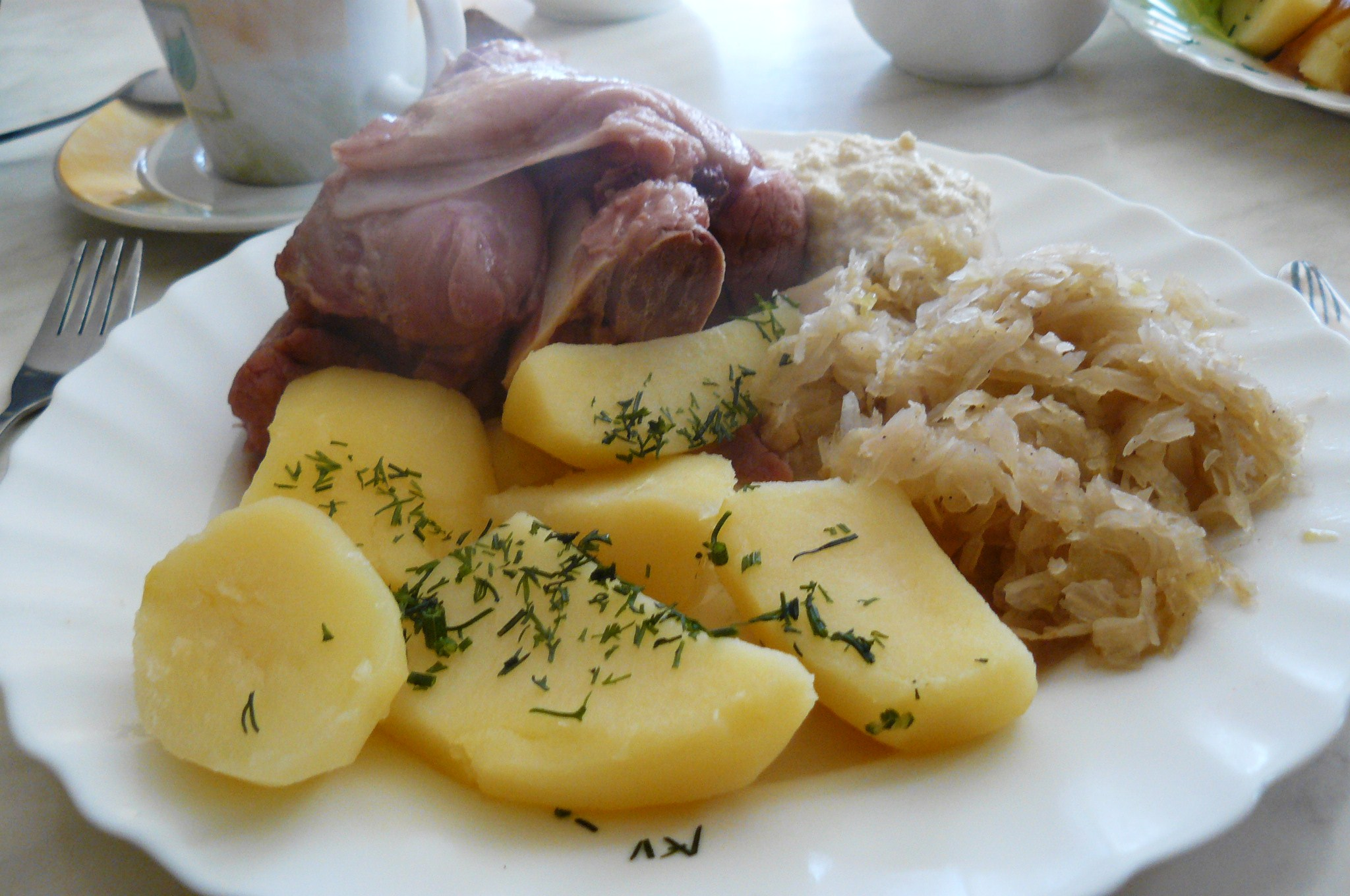
Свиняча гомілка з капустою по -старолецьки

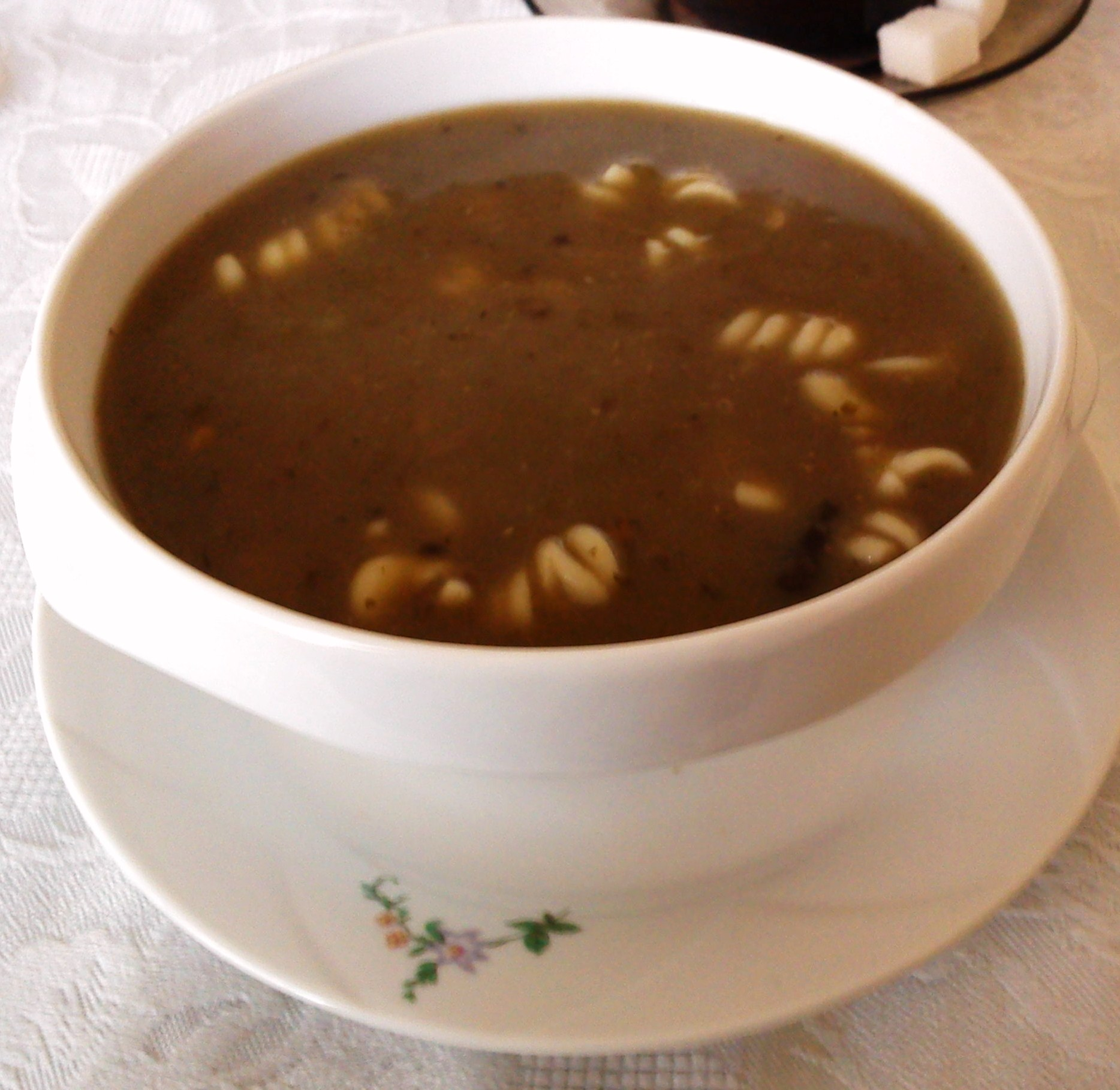
Черніна в Оборниках

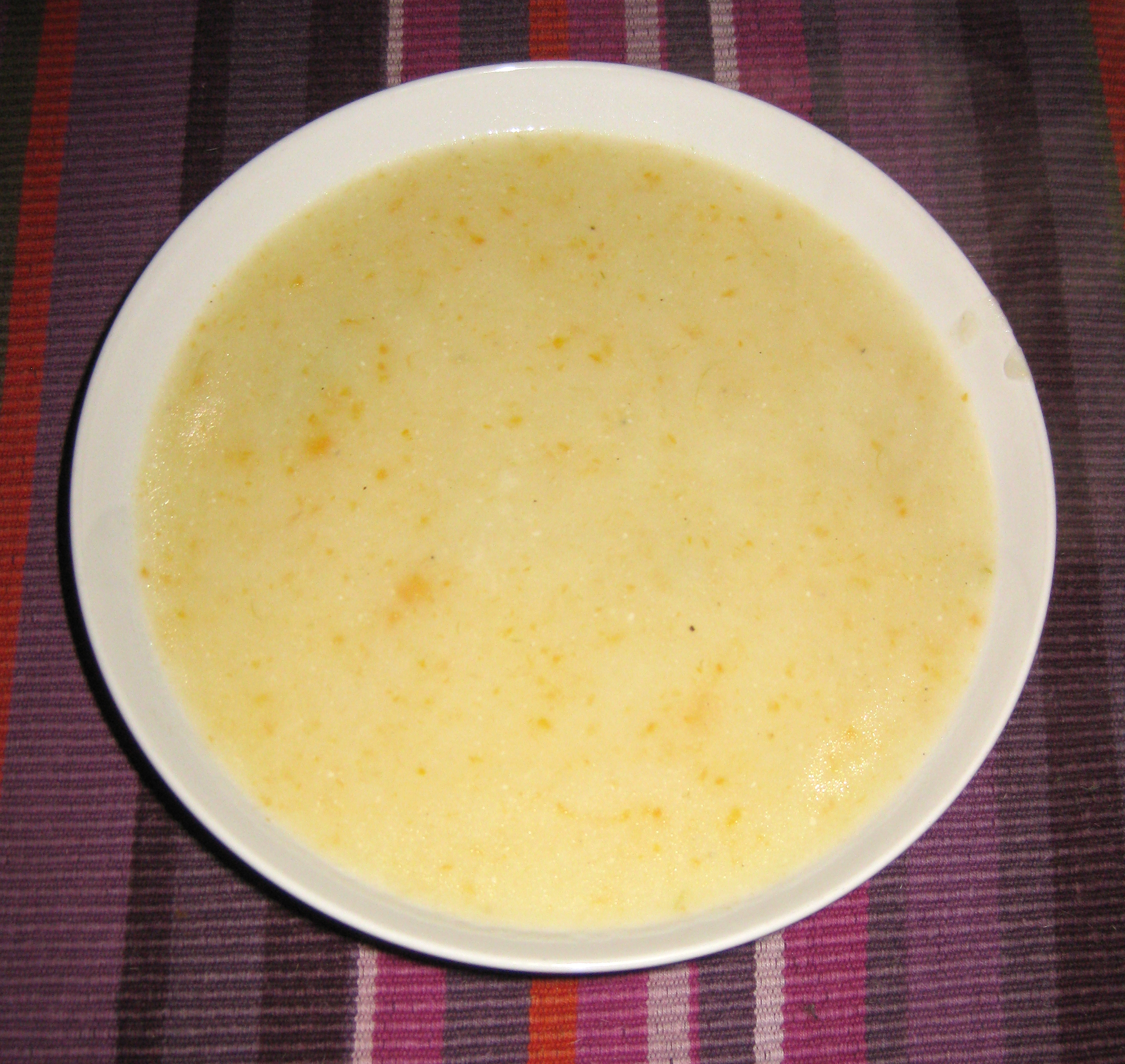
Сліпа риба

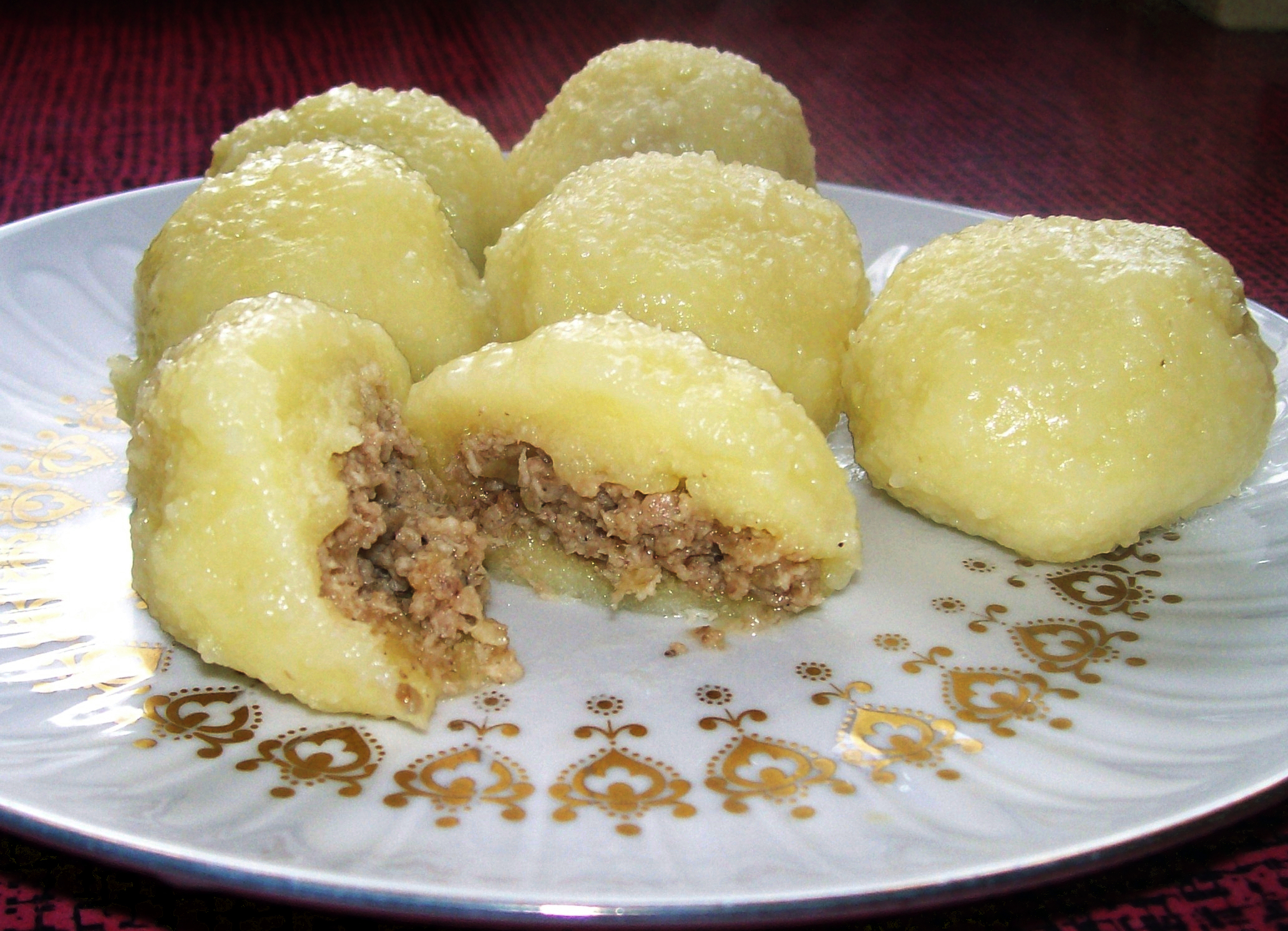
Пельмені з м'ясом

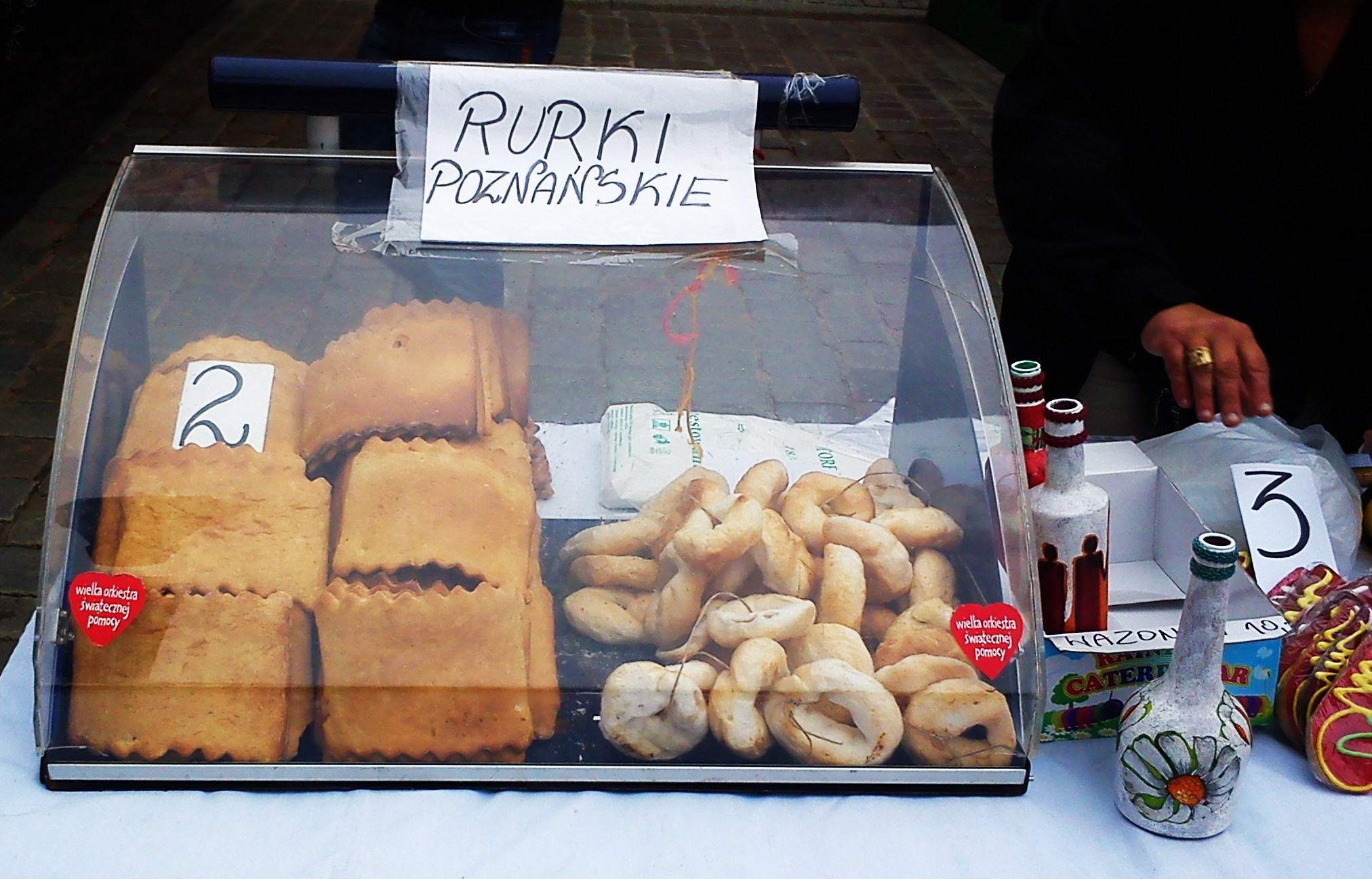
Торгівля рурами в Познані

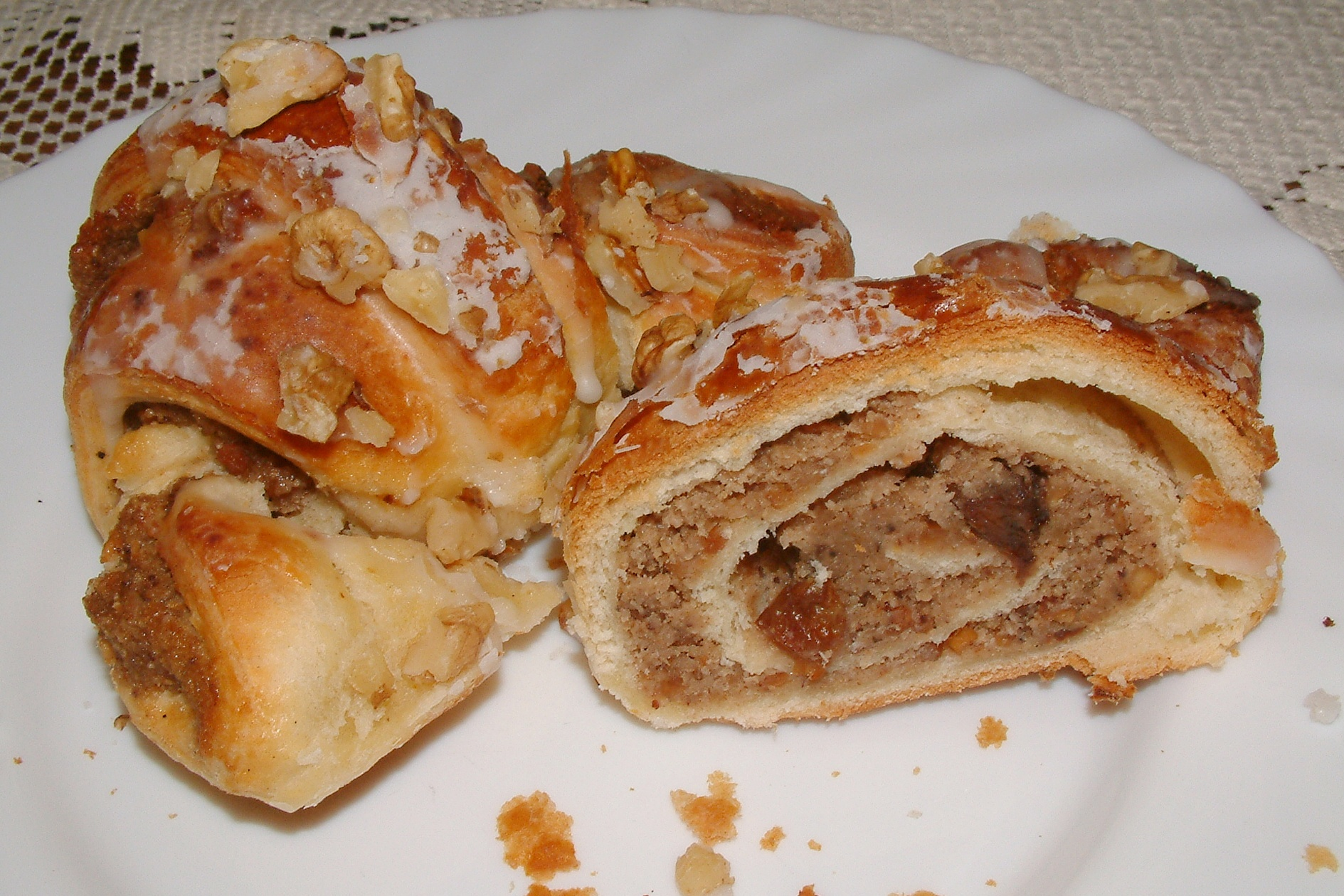
Святомарчинський рогалик

Кухня великопольська — польська регіональна кухня, характерна для Великопольщі.

## Історія
У найдавніші, доісторичні часи, основою їжі для мешканців території сучасної Великої Польщі були пшениця, просо та ячмінь (перші посіви цих злаків датуються приблизно 2500 роком до нашої ери). У VIII столітті почали культивувати жито. У ранньому середньовіччі були відомі також бобові, льон і деякі олійні рослини. Також розводили корів, свиней та овець (раніше панувало полювання). З XI століття з'явилися овочі: огірки, гарбуз і цибуля, потім капуста, бруква, морква, турнепс і пастернак. За часів Першої польської республіки, а потім і за прусського поділу вживали різноманітні види м'яса — дичину, птицю, яловичину та свинину. Пили горілку і мед, а також розбавлене пиво. Що стосується спецій, то використовувалися старовинний набір польської кухні — часник, цибуля, зелень петрушки та лавровий лист, а також шафран, родзинки, перець, імбир, корицю, мускатний горіх та лимон.
Лише у XIX столітті великопольська кухня стала культурно особливою, коли картопля набула популярності. Вона зробила такий великий кулінарний вплив у Великопольщі, що мешканці решти регіонів почали ототожнювати великопольську кухню переважно зі споживанням картоплі, відомої на діалекті як пирамі. Страви з картоплі та борошна були основою харчування широких мас жителів краю. Значно рідше вживали м'ясо (зокрема рибу), що не означає, що страви з цих напівфабрикатів не належать до канону регіональних страв. У бідніших домівках м'ясо (chabas) їли в особливих випадках, наприклад, під час забою свиней. Основу повсякденного раціону дрібної буржуазії і пролетаріату становили, крім картоплі, борошняні страви, каші, квашена капуста, хліб, оселедці, сало і невелика кількість неякісного м'яса. У найбідніших робітників меню складалося переважно з картоплі та капусти.
Після надання селянам селянських прав у Пруссії великопольські господарства почали виробляти продовольство для зовнішнього ринку, а не лише для власних внутрішніх потреб. Відтак село відкрилося для різноманітних новинок, у тому числі й кулінарних. Повільно змінювалися продукти, страви та звички за столом.
Після Віденського конгресу (1815) східна частина Великої Польщі залишилася в межах Королівства Польського, тому відмінності між кухнею в Каліші та Познані помітні й сьогодні, і їх можна побачити, як у способі приготування більшості традиційних страв, так і в їх назвах.
Ядро великопольської кухні було створено в результаті багатьох факторів, насамперед повільного відмирання старої, традиційної польської кухні, сильного впливу високої французької кухні, незначного єврейського впливу (єврейська буржуазія Познані віддавала перевагу європейській кухні, тягнучись до традиційних страв лише у свята), і, перш за все, вплив трьох основних німецьких кухонь: південної (навіяна віденськими традиціями, дуже вишукана, заснована на шніцелях, котлетах і рибі), північної (навіяна англійськими рампштексами, ростбіфом, бараниною, з використанням вустерського соусу та гострих спецій) і, перш за все, центральний (спеціалізується на важкому, запеченому або смаженому м'ясі).

## Характерні страви
Характерними стравами великопольської кухні є:

### Супи
- сліпа риба (також: рідкісні пирки, а в Палуках: ruks, ruksa) — густа юшка з вареної картоплі,
- курячий росул — трактується святково, як недільна страва (зараз їдять із макаронами або кльоцками, а раніше з горохом, квасолею або грінками, тобто кубиками манної каші),
- черніна — суп на основі качиної (раніше гусячої) крові,
- кіщонка — суп із рідини, що залишилася після приготування кров'янки,
- парзиброда — суп із савойської капусти,
- айнтопф — густий овочевий суп,
- румпуч — різновид айнтопфу,
- суп корбол, тобто гарбузовий суп.

### Вареники, пельмені, млинці
- вареники, напр.: кулочі, нагуси (з сирої картоплі, без борошна), шкапларкі (з борошном і яйцями), пражучи (з вареної картоплі),
- сірі вареники (пшецирухи), найчастіше подають із вареною квашеною капустою або бігосом, посипані смаженою цибулею,
- пампухи парові (вареники на ганчірці),
- картопляні вареники з м'ясною начинкою,
- деруни (плендзе) — подають солоні або солодкі, посипавши цукром,
- маковкі — страва на вігілію (замочена в молоці булка з маком і сухофруктами),
- картопля дукане (пюре),
- картопля в мундирі (відварна без шкірки),
- топчений пири (варена картопля, змішана з дрібно нарізаним смаженим беконом і смаженою цибулею — подається у вигляді пюре).

### Яйця, молочні продукти
- яєчня з борошном — клепка,
- кислі яйця (пердути) — варені без шкаралупи у воді з оцтом, подаються з кислим соусом,
- гзік (гзіка) — сир, змішаний зі сметаною та цибулею або цибулею-трибулькою,
- косек — сушений сир у гомулках (солоний, із кмином),
- смажений сир.

### М'ясо
- галарет (також: галат, тшещонка, зимні ніжки) — м'ясний холодець,
- смажена свинина,
- сальтисон,
- рулька з горохом і квашеною капустою,
- корейка з чорносливом,
- запечена качка з яблуками, червоною капустою та пампухами.

### Овочі
- цибульні гати — цибуля, фарширована грибами,
- капуста з грибами або горохом.

### Випічка
- Познанська бабка,
- фаворкі (хрущики),
- Святомарчинський рогалик (у Познані),
- шнека з глянцем (дроздовка),
- рура (у Познані).

### Напої
- напій з бузини, тобто хайкі,
- компот із сухофруктів: яблук, груш, слив, родзинок (на Святвечір).

## Традиційні продукти Великопольщі (захищені)
- святомарчинський рогалик,
- каліські вафлі,
- остшешовські копченості,
- вітославський медовий торт,
- вітольдзинський козячий сир,
- сир Ліліпут.